# Manuel Íñigo Ruiz y Monteagudo
Manuel Iñigo Ruiz y Monteagudo o Manuel Fernando Desiderio Yñigo Ruiz y Monteagudo (n. San Miguel de Horcasitas, Sonora, a fines del siglo XVIII - f. Sin datos conocidos) Industrial y político de Sonora. Fue subdelegado real en San Miguel de Horcasitas y vocal propietario de la diputación provincial en 1822,
 se dedicó a actividades comerciales y en 1830 se estableció en el puerto de Guaymas, figurando como gerente de la razón social de Manuel Yñigo y Compañía. Fue depositario municipal; la sociedad que dirigía tuvo negocios en Hermosillo y en San Miguel de Horcasitas y en 1839 estableció en Los Ángeles la primera fábrica de hilados y tejidos que existió en el Estado. Este establecimiento industrial perduró más de cien años. Participó en la rebelión de 1842 y 1844 en contra del gobierno del general José Urrea, estuvo ligado durante larga temporada al grupo político que encabezó don Manuel María Gándara y en 1843 estuvo prisionero por espacio de cuatro meses por causas políticas, sin haber sido consingnado a ninguna autoridad judicial. En 1845 se reconcilió con el general Urrea por mediación de las autoridades superiores y en agosto volvió a sublevarse.